# Берлинизм
Берлини́зм (нем. Berlinismus или Berolinismus) — слово или выражение, характерное для разговорной речи жителей Берлина. Также под берлинизмом понимают берлинские прозвища, названия известных зданий и сооружений, имеющих собственное название, а также названия привычек и обычаев, рассматриваемых как «типично берлинские». Не следует путать берлинизмы с лексикой берлинского диалекта с характерными фонетическими несоответствиями литературной норме.
Многие немецкие прозвища известны далеко за пределами Берлина, хотя употребляются только там. Неясным остаётся то, действительно ли все известные берлинизмы возникли именно в городе или есть такие, которые возникли под влиянием извне. Часто берлинизмы используются жителями Берлина, чтобы запутать приезжих.
Среди известных берлинизмов: Hohler Zahn (Мемориальная церковь кайзера Вильгельма), Goldelse (статуя на Колонне победы), Kommode (здание юридического факультета Университета Гумбольдта на улице Унтер-ден-Линден), Alex (Александерплатц) и другие.